# قانون دالتون
قانون دالتون، در شیمی و فیزیک، قانونی است که فشار کل یک گاز را با معادله‌ای به مجموع فشار هر جز گاز مرتبط می‌کند این قانون در مورد گازهای کامل همخوانی دارد این قانون توسط جان دالتون و در سال ۱۸۰۱ به وجود آمد.
در ریاضیات فشار کل برابر مجموع فشار هر جز است.

or:{\displaystyle P_{total}=\sum _{i=1}^{n}{p_{i}}}       or      {\displaystyle P_{total}=p_{1}+p_{2}+\cdots +p_{n}}

که {\displaystyle p_{1},\ p_{2},\ p_{n}}  فشار هر جز است.
این قانون در حالتی حکم می‌کند که گاز برهم واکنش نداشته باشد.
به عبارتی برابر بودن فشار کل با فشار هر جز (قانون دالتون) با شرط ایده آل بودن گاز برقرار می‌باشد.
{\displaystyle \ P_{i}=P_{total}m_{i}}
که {\displaystyle m_{i}\ } نسبت مولی است.
{\displaystyle P_{i}={\frac {P_{total}C_{i}}{1,000,000}}}
که: {\displaystyle C_{i}\ } غلظت جز iام بر حسب ppm (ذره بر میلیون) است.
قانون دالتون برای گازهای حقیقی با خطای زیادی همراه است.